# Das Schloß (1968)
Das Schloß é um filme de drama alemão de 1968 dirigido e escrito por Rudolf Noelte. Foi selecionado como representante da Alemanha Ocidental à edição do Oscar 1969, organizada pela Academia de Artes e Ciências Cinematográficas.

## Elenco
- Maximilian Schell – 'K'
- Cordula Trantow – Frieda
- Trudik Daniel
- Friedrich Maurer – prefeito
- Helmut Qualtinger – Burgel
- Else Ehser – Mizzi
- E. O. Fuhrmann – Momus
- Karl Hellmer
- Benno Hoffmann
- Hanns Ernst Jäger – Landlord
- Iva Janzurová – Olga
- Georg Lehn – Barnabas
- Leo Mally – Gerstäcker
- Franz Misar – Arthur
- Johann Misar – Jeremiah
- Armand Ozory – Erlanger
- Hans Pössenbacher
- Martha Wallner – Amalia